# Tiger Electronics
Tiger Electronics è stata un'azienda di giocattoli statunitense sussidiaria di Hasbro, nota per i pupazzi interattivi Furby e 2-XL, per i giochi elettronici portatili e per l'insuccesso commerciale della sua console portatile, il Game.com.
Essa è da non confondere con Tiger Direct, la catena di negozi di elettronica statunitense, e con Tiger Holdings, l'azienda europea sussidiaria di Tiger Telematics e produttrice del Gizmondo.

## Storia
L'azienda fu fondata da Randy Rissman e Roger Shiffman nel 1978. I primi prodotti furono dei fonografi economici, ma presto la produzione si spostò verso i giochi elettronici portatili e giocattoli educativi. Semplici giochi elettronici come Bowling ebbero un grande successo di pubblico, e ben presto i loro giochi elettronici si arricchirono di licenze da film, da cartoni animati o da videogiochi come rispettivamente RoboCop, Batman e Street Fighter.
Negli anni novanta uno dei suoi più grandi successi fu il registratore cambia-voce Talkboy (usato nel film del 1992 Mamma ho riperso l'aereo), seguito dal Brain Warp. Negli stessi anni produceva su licenza anche i Lazer Tag, uno dei più noti set da gioco per battaglie con pistole elettroniche. L'azienda nel corso degli anni ha anche prodotto due console portatili: la prima, l'R-Zone, consiste in un caschetto indossabile dotato di schermo monoculare e joypad, la seconda è il Game.com.
Negli ultimi anni ha ottenuto la licenza da Nintendo di creare una riproduzione reale e funzionante del Pokédex, l'apparecchio usato nella serie di videogiochi Pokémon per identificare le varie creature.
La Tiger Electronics è entrata a far parte della Hasbro dal 1998. La Hasbro, dapprima diffidente dai giocattoli ad alto contenuto tecnologico, fu poi molto interessata nello sviluppo del Furby. Col supporto della Hasbro, la Tiger fu in grado di "volare" tra gli stadi del processo di sviluppo, portando il Furby sugli scaffali entro l'estate del 1998, durante la quale ebbe un successo strepitoso: Giocattolo IT delle stagioni 1998 e 1999.
La Tiger è stata altresì l'artefice della linea Giga Pets, "cuccioli elettronici" palmari nati per competere con i Tamagotchi. L'aziende da allora è diventata uno tra i produttori più affermati di giocattoli elettronici, e fu scelta per produrre giocattoli basati su un vasto insieme di licenze, tra cui: Star Wars, Winnie the Pooh, Franklin the Turtle, NeoPets, La ruota della fortuna e molte altre.
Nel 2000 ottenne la licenza di produrre una gamma di articoli elettronici con il logo Yahoo!, tra cui fotocamere digitali, webcam e un "Hit Downloader", che rendeva la musica presente su internet (MP3, ecc.) accessibile attraverso i vari "Hit Clip" player della Tiger.
Il continuo sviluppo della tecnologia del Furby ha condotto all'uscita della linea FurReal nel 2003.

## Giochi elettronici portatili
Segue una lista approssimativa di tutti i giochi elettronici portatili della Tiger, spesso costituiti da uno schermo LCD e pochi pulsanti. Buona parte di essi sono basati con licenza su opere in voga, e questa fu una probabile causa del loro successo, insieme al basso costo che avevano rispetto a una vera console come il Game Boy. Molti giochi sono basati ad esempio su film di successo o quiz televisivi; altri sono trasposizioni di videogiochi veri e propri, nei limiti delle molto modeste capacità di questi apparecchi. Gli eventuali collegamenti seguenti si riferiscono alle opere sulle quali i giochi sono basati.
- 100 Acre Wood Electronic Learning Center
- 101 Dalmatians
- 2 in 1 Football & Sea Chase
- 2 In 1 Safari & Darts
- 2 In 1 Space Invader & Gone Fishin’
- 3D Baseball
- 3D Football
- 3D Galaxx
- 3D Live Action Tank Attack
- 7-in-1 Sports Stadium
- The A-Team
- The Addams Family
- After Burner
- After Burner da tavolo
- Aladdin
- All Pro Basketball 1994
- All Pro Basketball 1996
- Altered Beast
- Altered Beast da polso
- American Gladiators
- Anastasia
- Animaniacs Hollywood Hi Jinx
- Area 51 with Laser Gun
- Asteroid Blaster
- Attack From Mars
- Baseball
- Baseball 1988
- Baseball 1991
- Baseball 1997
- Baseball All Stars 1990
- Batman
- Batman and Robin
- Batman Forever Double Dose of Doom
- Batman The Animated Series
- Batman da polso
- Batman Returns
- Batman Returns da polso
- Battlebots
- Battletoads
- Beauty and the Beast
- Beauty and the Beast da polso
- Beavis and Butthead
- Beepers Fearsome Fighters
- Beepers Screamin’ Speedway
- Beetlejuice
- Bicycle Black Jack
- Bicycle Casino Slots
- Bicycle Handheld Poker
- Bicycle Scratch Poker
- Bicycle Solitaire
- Bird Brain: The Electronic Talking, Squawking Memory
- Blue Diamonds Slot Machine
- Bo Jackson Football and Baseball
- Boardz Freestyle Frenzy Electronic Skate Board
- Bombs Away
- Bowl-A-Rama
- Bowling
- Brain Bash
- Brain Shift
- Brain Warp
- Bruce Lee
- Bug! Pocket Arcade
- Bugs Bunny
- Bullseye Ball
- Butt-Ugly Martians
- Cabbage Patch Kids Butterfly Chase
- Caesars Palace 5 in 1
- Caesars Palace Electronic Blackjack
- Caesars Palace Guide to Poker
- Caesars Palace Roulette
- Caesars Palace Spirit of ’76
- Caesars Palace Talking Horse Racing
- Caesars Palace Talking Poker
- Candy Land Adventure
- Captain Planet
- Car Racing
- Casino Solitaire Game
- Casper
- Castlevania II: Simon's Quest
- Castlevania: Symphony of the Night
- Cat & Mice
- Caveman
- Chicken Run
- Chip ‘N Dale Rescue Rangers
- Concentration
- Connections
- Copycat
- Copycat Jr
- Dale Earnhardt Winner’s Circle
- Dale Earnhardt Winner’s Circle Pacesetter Game
- Dan Marino’s Quarterback Challenge
- Defender portachiavi
- Deion Sanders Baseball
- Deluxe Lights Out
- Dennis the Menace
- Digimon
- Digimon Yolei and Hawkmon
- Dinosaurs!
- Dinosaurs TV Show
- Dirt Track Go Kart Racing
- Ditto
- Double Dragon
- Double Dragon 2
- Double Dragon 3: The Rosetta Stone
- Double Dribble
- Doug
- Dr. Fad
- Dragon
- Duck Tales
- Duke Nukem 3D
- Ecco the Dolphin
- Ed Grimley
- Family Feud
- Family Feud 1997
- Fast Lane Bowling
- Fishing Champion
- The Flintstones
- Football 1987
- Football 1991
- Fox’s Peter Pan & The Pirates
- Franklin the Turtle’s Follow Me
- Frogger
- Frogger a forma di rana
- Full House
- Fun House
- Galaxx
- Galaxy
- Game Balls Racing
- Gargoyles Night Flight
- Gauntlet
- G.I. Joe Star Brigade
- Go, Sprout!
- Goldberg Smash & Bash Wrestling Game Fear the Spear
- Golden Axe
- Golden Tee Golf
- Goofy Skiing
- Goosebumps Haunted Headstone
- Guerrilla War
- Half Court Basketball
- Hang-On
- Harley Davidson
- Harry Potter Book of Spells
- Harry Potter Fluffy Action Game
- Harry Potter Hogwarts Labyrinth
- Harry Potter Magic Spell Challenge
- Harry Potter Mini Action Games
- Harry Potter Quidditch 2000 Edition
- Harry Potter Quidditch
- Head to Head Football
- Head to Head Basketball
- Head to Head Talking Baseball
- Head to Head Talking Football
- Head to Head Talking Tennis
- Heavy Barrel
- Henry
- Hi Rev Racer
- Hollywood Squares
- Home Alone 2
- Hunchback of Notre Dame
- The Incredible Crash Dummies
- Independence Day
- Indy 500 Sega Pocket
- Inspector Gadget
- Inspector Gadget altra versione
- Jawbreaker
- Jawbreaker da tavolo
- Jeff Gordon’s Dupont Pacesetter Games
- Jeopardy (6 cartucce)
- Jeopardy Deluxe
- Jet Motto
- Jet Ski
- Jim Henson’s Muppets My First Tiger Coach Kermit
- Jim Henson’s Muppets Street Surfin’
- John Elway’s Electronic Quarterback
- Jordan vs Bird: One on One
- Joust portachiavi
- Judge Dredd
- Jumble Electronic Word Game
- Jumble Expansion
- Jurassic Park
- Jurassic Park 3 T-Rex Jaw Chomping Action Game
- Kaboom! portachiavi
- Karate King
- Karnov
- Keystone Kapers
- King Kong
- King Kong (1983)
- Kings of the Beach
- Lamb Chop & Friends
- Lastout You Lose
- Let's Make a Deal
- Lights Out
- Lights Out Cube
- Lights Out 2000
- Light Wars
- The Lion King
- Lite 3
- The Little Mermaid 1991
- The Little Mermaid 1993
- The Little Mermaid 1997
- Looney Tunes: Bugs Bunny
- Lucky Luke
- Madden 95
- Madden Football
- Magic Johnson Basketball
- Major League Home Run Blast
- Marble Madness
- Mars Attacks!
- Match 4 portachiavi
- MC Hammer
- Mega Man 2
- Mega Man 3
- Mega Monster
- Michael Jordan in Flight
- Mickey and Friends
- Mickey and Friends da polso
- Mickey Mouse
- Mighty Ducks
- Mighty Morphin Power Rangers
- Millipede portachiavi
- Miner 2049er
- Miniature Golf
- Monster Maze
- Monsters Inc Scream Catcher
- Moon Patrol portachiavi
- Morphatrons Alien
- Morphatrons Arachnid
- Morphatrons Raptor
- Mortal Kombat
- Mortal Kombat Mythologies: Sub-Zero
- Mouse Maze
- Mr. & Mrs. Potato Head
- Mr. Bullfrog
- Ms. Pac-Man
- Name That Tune
- NBA Jam
- NFL Football
- Nights into Dreams
- Ninja
- Ninja Fighter
- Ninja Gaiden
- Ninja Gaiden 2: Dark Sword of Chaos
- Ninja Gaiden da polso
- Ninja Turtles: The Next Mutation
- No Limits Downhill Skiing
- Onc Piscou
- Out Run
- Out Run F1
- Owly
- Pac-Man
- Pac-Man Double
- Paperboy
- Paperboy 2
- Password
- The Perils of Mickey
- Pinball
- Pinball 1992
- The Pink Panther
- Pit-Fighter
- Pitfall
- Play Action Football 1994
- Play Action Football 1998
- Playmaker Deluxe Football
- Pocahontas
- Pokémon Cyclone 2
- Pokemon Electronic Battle Arena
- Pokemon I Choose You Challenge
- Pokemon Poke Ball Electronic Ball
- Pokemon Pokedex Organizer
- Pokemon Thundershock Pinball
- Police Academy
- Polly Pocket
- Pong portachiavi
- Power Rangers
- Power Rangers 1994
- The Price Is Right 1998
- Punch Your Lights Out
- Puyolin portachiavi
- Quiz Wiz (60 cartucce)
- Racing 1991
- Raceway
- Rampage
- Road Race
- Road Rash 3
- RoboCop 2
- RoboCop 3
- Robot Fighter
- Rocket Pinball
- Ronald McDonald Alphabet Fun
- Rugrats
- Rugrats Hot Potato Game
- Rugrats Toy Tag
- Scooby Doo
- Shadow
- Shaq Attaq Monster Jam
- Shifty The Electronic Puzzle
- Shinobi
- Silver Surfer
- The Simpsons 1990
- The Simpsons 1999
- The Simpsons da polso
- The Simpsons Bart vs Homersaurus
- Skeet Shoot
- Skeleton Warriors
- Slingo
- The Smurfs
- The Smurfs Double Wide
- The Smurfs da tavolo
- Snake’s Revenge
- Snoopy’s Parachute Catch
- Snow White and the Seven Dwarves
- Snow White Counting Diamond Mine
- Soccer
- Sonic 3D Blast
- Sonic Spinball
- Sonic the Hedgehog
- Sonic the Hedgehog 2
- Sonic the Hedgehog 3
- Sonic the Hedgehog portachiavi
- Sonic the Hedgehog da polso
- Sonic R
- Sonic Underground
- Space Fight
- Space Harrier
- Space Invaders
- Space Invaders mini arcade da tavolo
- Space Jam
- Speed Boat
- Spell Down
- Spider-Man
- Spider-Man Revenge of the Spider-Slayers
- Spider-Man Webslinger
- Sports Feel Baseball
- Sports Feel Bowling
- Sports Feel Fishing Champion
- Sports Feel Golf
- Sports Feel Jet Ski
- Sports Feel Miniature Golf
- Sports Feel Pool
- Sports Feel Tennis
- Sports Feel Virtual Fishing
- Star Castle
- Star Trek: The Next Generation
- Star Wars Death Star Escape
- Star Wars Destroyer Droid
- Star Wars Episode 1 Battle of Naboo
- Star Wars Episode 1 Droid Fighter Attack
- Star Wars Episode 1 Electronic Galactic Chess
- Star Wars Episode 1 Extreme Chain Games Gian Speeder Chase
- Star Wars Episode 1 Gungan Sub Escape
- Star Wars Episode 1 Jedi Hunt
- Star Wars Episode 1 Lightsaber Duel
- Star Wars Episode 1 Naboo Escape
- Star Wars Episode 1 Naboo Defense
- Star Wars Episode 1 Podrace Challenge
- Star Wars Episode 1 Underwater Race to Theed
- Star Wars Episode 2 Anakin Skywalker’s Lightsaber Duel
- Star Wars Galactic Battle
- Star Wars Imperial Assault
- Star Wars Imperial Droid Armored Assault Tank
- Star Wars Infiltrator Pen
- Star Wars Millennium Falcon
- Star Wars Millennium Falcon Sounds of the Force
- Star Wars R2-D2 Ditto Droid Memory
- Star Wars Rebel Forces Laser Game
- Starship
- Stock Car Racing
- Stone Age Dinosaurs
- Stop! Fill-in-the-Blank Word Game
- Street Fighter 2
- Street Fighter 2 da polso
- Streets of Rage
- Strider
- Sub Wars
- Submarine Wars
- Sugar Ray Leonard: Talking Boxing
- Super Arcade Pinball
- Super Double Dragon
- Super Off Road
- Super Password
- Super Speedway
- Super Sprint
- Super Street Fighter II
- Super Street Fighter 2 Tiger Barcodzz
- Swamp Thing
- TaleSpin
- Talking Teach Play & Learn
- Tank Attack
- Tazmania
- Tech Warriors Giga Fighters
- Tecmo Bowl Football
- Teenage Mutant Ninja Turtles Dimension X Assault
- Tempest portachiavi
- Tennis
- The Terminator
- Think Tank
- Thunder Blade
- Tic Tac Total
- Tiger Computer Baseball
- Tilt Cub A New Evolution in Puzzle Games
- Tim Burton’s The Nightmare Before Christmas
- Tiny Toon Adventures
- Titan A.E.
- Toy Story
- Transformers
- Treasure
- Trekker Electronic Chess
- Tug of Words
- Uncle Scrooge
- Universal Monsters Dracula
- Universal Monsters The Mummy
- Universal Monsters The Wolfman
- Vindicators
- Virtua Cop
- Virtua Cop With Laser Gun
- Virtua Fighter
- Voice Master Electronic Chess Game
- VR Troopers: When Worlds Collide
- Wayne Gretzky and Brett Hull Shootout Hockey
- Wayne’s World
- WCW Diamond Dallas Page
- WCW Goldberg Game
- WCW Grudge Match Hollywood Hogan vs Goldberg
- WCW Hollywood Hulk Hogan Power Fighter
- WCW Nitro Goldberg
- WCW Nitro Sting
- WCW Nitro The Giant
- WCW NWO Thunder
- WCW Whiplash
- Wheel of Fortune (12 cartucce)
- Wheel of Fortune Deluxe (3 cartucce)
- Wheel of Fortune Jr
- Wheel of Fortune Slots
- Where in the World Is Carmen Sandiego?
- Who Wants to Be A Millionaire
- Winnie the Pooh Counting Carrots
- Winnie the Pooh Farmer Pooh Smart Sticks
- Winnie the Pooh Learning Pond Sight and Sound Alphabet and Numbers
- Word Chaos
- World Championship Wrestling New World Order Grudge Match
- World Games
- Wrestling
- WWF Superstars
- X-Men 1996
- X-Men Project X
- X-Men Tiger Barcodzz
- You Don't Know Jack
- You Don't Know Jack Movies Expansion